# Glenn Shadix
William Glenn Shadix Scott (Bessemer, Alabama, 15 de abril de 1952 - Birmingham, Alabama, 7 de septiembre de 2010), conocido simplemente como Glenn Shadix, fue un actor estadounidense. Sus papeles más famosos fueron el de Otho Fenlock en la película de Tim Burton Beetlejuice, como Lionel Spalding en Dunston Checks In y como la voz del Alcalde en la película Pesadilla antes de Navidad.

## Primeros años y educación
Shadix nació en Bessemer, Alabama. Su apellido Scott se le añade pocos años después de su nacimiento ya que su madre se volvió a casar con otro hombre. Estudió en el Birminghan-Southern College por dos años, y coincidió con el dramaturgo y director Arnold Powell.

## Carrera
Vivió en Nueva York antes de mudarse a Hollywood a finales de los años 70. Consiguió su papel en la película Beetlejuice mientras hacía una obra de teatro, haciendo el papel de Gertrude Stein. En 1993 participó en un papel secundario en el film Demolition Man junto a Sylvester Stallone. Tim Burton, director de Beetlejuice, volvió a contar en 1993 con Shadix para doblar al Alcalde de Ciudad Halloween en El extraño mundo de Jack, y para el remake de El planeta de los simios en 2001. En 1996 trabajó en la comedia Dunston Checks In, en el papel de Lionel Spalding.
En 2005, Shadix fue elegido para doblar a Brain y Monsieur Mallah en la quinta temporada de la serie animada Teen Titans. Su otros trabajos como doblador en televisión incluyen la voz de Nightmare, y en episodios de Las Aventuras de Jackie Chan y Liga de la Justicia Ilimitada. Repitió su voz del alcalde en el videojuego Pesadilla antes de Navidad: La venganza de Oogie, y en el videojuego de Square-Enix Kingdom Hearts II.
Su trabajo en televisión incluye también la serie de drama de la HBO Carnivàle, la comedia de la NBC Seinfeld, en la que interpretó al propietario del departamento de Jerry, y Hercules: The Legendary Journeys.

## Vida personal
Shadix era abiertamente gay, y escribió que, cuando era adolescente, se sometió a una terapia de aversión electroconvulsiva en un intento fallido de convertirse en heterosexual.
En 2007, después de pasar 30 años en Los Ángeles, regresó a su ciudad natal de Bessemer, Alabama, donde compró una casa de la era Victoriana. La casa se destruyó en un incendio el 13 de diciembre de 2008; Shadix declaró a los periodistas en ese momento: "He perdido mi sueño".

## Muerte
El 7 de septiembre de 2010, Shadix cayó accidentalmente en la cocina en su condominio y murió a los 58 años en el hospital de un traumatismo directo en la cabeza. Durante sus últimos días de vida había estado en una silla de ruedas por problemas de movilidad.